# Francisco Morato
23°16′54″N 46°44′33″T / 23,28167°N 46,7425°T
Francisco Morato là một thành phố ở bang São Paulo ở Brasil. Thành phố này có dân số năm 2006 là 170.585 người, mật độ dân số là 3470 người/km² với diện tích 49 km². Thành phố Francisco Morato cách thủ phủ bang São Paulo 30 km. Theo điều tra năm 2000, thành phố này có:
- Tổng dân số: 149.096
- Dân số đô thị: 133.575
- Dân số nông thôn: 163
- Nam giới: 66.702
- Nữ giới: 67.036
- Mật độ dân số: (người/km²): 2718,25
- Tỷ lệ trẻ từ một tuổi trở xuống tử vong/1 triệu: 22,51
- Tuổi thọ bình quân: 68,02 năm
- Tỷ lệ sinh (con/bà mẹ): 3,77
- Tỷ lệ biết đọc biết viết: 89,2%
- Chỉ số phát triển con người: 0,738

## Các thành phố giáp ranh
|                      | Bắc: Atibaia, Campo Limpo Paulista |                 |
| Tây: Franco da Rocha | Francisco Morato                   | Đông: Mairiporã |
|                      | Nam: Franco da Rocha               |                 |